# Albrechtice nad Vltavou
Albrechtice nad Vltavou é uma comuna checa localizada na região da Boêmia do Sul, distrito de Písek.